# تشارلز اي ماكميلين
تشارلز إي ماكميلين هو سياسي من ولاية أريزونا خدم عدة فترات في مجلس الشيوخ ومجلس النواب بولاية أريزونا. ولد ماكميلين في ولاية أيوا وتخرج من جامعة ولاية أيوا.